# Watermolen (Heule)
De (feitelijk naamloze) Watermolen is een voormalige watermolen, gelegen in de tot de West-Vlaamse gemeente Kortrijk behorende plaats Heule, gelegen nabij de Izegemsestraat.
Deze onderslagmolen is gelegen op de Heulebeek en fungeerde als korenmolen en oliemolen.

## Geschiedenis
Al in 1284 was er sprake van een watermolen op deze plaats. Het was een banmolen. De molen, die in diverse documenten werd genoemd, was na de Franse tijd tot 1881 in bezit van de familie D'Ennetières. In dat jaar werd de molen aan een particuliere molenaar verkocht. In 1901 werd de molen verkocht en stilgelegd. Er werd sindsdien nog slechts met een mechanische maalderij gewerkt. In 1955 werd het waterrad verwijderd.
Het oliemolengebouw werd gesloopt. In het molenhuis van de korenmolen werd nog tot 1977 met een elektromotor gemalen. In 1980 werd het gebouw door de stad Kortrijk aangekocht. In 1983 werd het gebouw gerenoveerd en in 1985 werd het in gebruik genomen door de plaatselijke Chirogroep.
- Inventaris van het Bouwkundig Erfgoed (Vlaanderen): 60816